# Chris Boucher

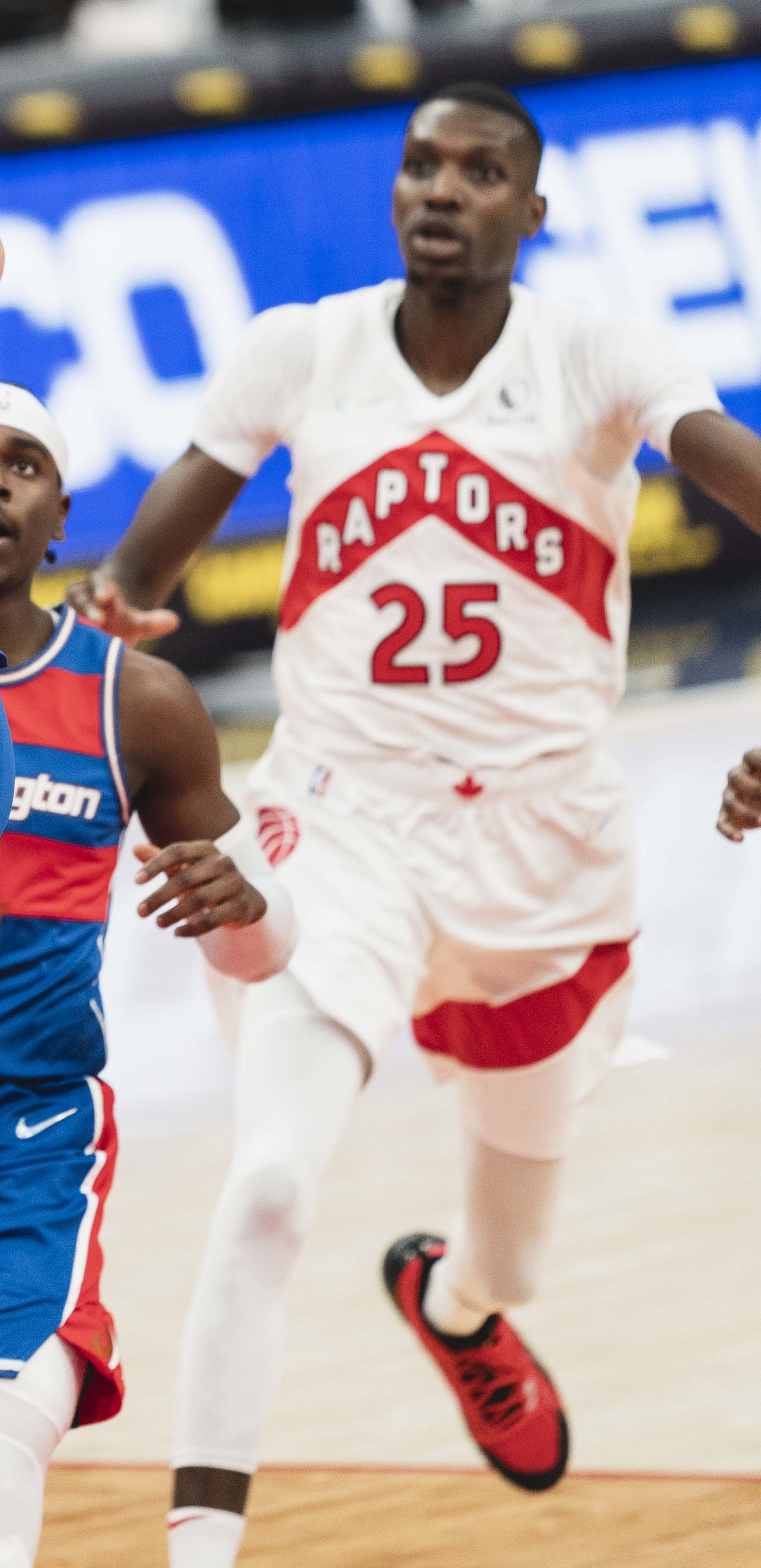
Chris Boucher, 2021.

Christopher "Chris" Boucher, född 11 januari 1993 i Castries i Saint Lucia, är en luciansk-kanadensisk professionell basketspelare (PF/C) som spelar för Boston Celtics i National Basketball Association (NBA). Han har tidigare spelat för Golden State Warriors och Toronto Raptors.
Boucher var med och vinna två raka NBA-mästerskap, först med Golden State Warriors för säsongen 2017–2018 och den andra med Toronto Raptors för säsongen 2018–2019.
Han blev aldrig NBA-draftad.
Innan Boucher blev proffs studerade han vid University of Oregon och spelade för deras idrottsförening Oregon Ducks.